# Morscheid-Riedenburg
Morscheid-Riedenburg ist ein Ortsbezirk der verbandsfreien Gemeinde Morbach im Hunsrück in Rheinland-Pfalz. Er hat etwa 520 Einwohner (2019).

## Geographie
Die Gegend südwestlich des Kernortes Morbach mit Morscheid-Riedenburg, Hoxel und Wolzburg wird Balkan genannt. Zum Ortsbezirk Morscheid-Riedenburg gehören neben den bereits Mitte des 19. Jahrhunderts zusammengewachsenen Ortsteilen auch die Wohnplätze Cornelysmühle (Riedenburgermühle), Edenbruch, Huhl und Sankt Kuno.

## Geschichte
Morscheid wird erstmals 1215 als Lehen der Grafen von Blieskastel erwähnt, Riedenburg erstmals 1288.
Das Linke Rheinufer wurde 1794 im ersten Koalitionskrieg von französischen Revolutionstruppen besetzt. Von 1798 bis 1814 war Morscheid-Riedenburg ein Teil der Französischen Republik (bis 1804) und anschließend des Napoleonischen Kaiserreichs, zugehörig dem Saardepartement, Arrondissement Birkenfeld, Kanton Rhaunen. Auf dem Wiener Kongress (1815) kam die Region an das Königreich Preußen, der Ort wurde 1816 dem Regierungsbezirk Trier, Kreis Bernkastel zugeordnet und zunächst von der Bürgermeisterei Wirschweiler, ab 1886 von der Bürgermeisterei Morbach (ab 1927 Amt Morbach, ab 1968 Verbandsgemeinde Morbach) verwaltet.
Nach dem Ersten Weltkrieg gehörte das Gebiet zum französischen Teil der Alliierten Rheinlandbesetzung. Nach dem Zweiten Weltkrieg wurde Morscheid-Riedenburg innerhalb der französischen Besatzungszone Teil des damals neu gebildeten Landes Rheinland-Pfalz.
Am 31. Dezember 1974 wurde aus der bis dahin eigenständige Ortsgemeinde Morscheid-Riedenburg mit zu diesem Zeitpunkt 527 Einwohnern und den anderen 18 Ortsgemeinden der Verbandsgemeinde Morbach die verbandsfreie Gemeinde Morbach (Einheitsgemeinde) gebildet.

## Politik

### Ortsbezirk
Morscheid-Riedenburg ist gemäß Hauptsatzung einer von 19 Ortsbezirken der Gemeinde Morbach. Er wird politisch von einem Ortsbeirat und einem Ortsvorsteher vertreten.
Der Ortsbeirat von Morscheid-Riedenburg besteht aus elf Mitgliedern, die bei der Kommunalwahl am 9. Juni 2024 in einer Mehrheitswahl gewählt wurden,  und dem ehrenamtlichen Ortsvorsteher als Vorsitzendem.
Björn Nowrot wurde am 4. September 2024 Ortsvorsteher von Morscheid-Riedenburg. Da für die Direktwahl am 9. Juni 2024 kein Wahlvorschlag eingereicht wurde, oblag die Neuwahl des Ortsvorstehers gemäß rheinland-pfälzischer Gemeindeordnung dem Ortsbeirat. Auf seiner konstituierenden Sitzung wählte der Rat Björn Nowrot für fünf Jahre zum Ortsvorsteher.
Sein Vorgänger Hans-Josef Rech hatte das Amt seit 2017 inne und kandidierte bei der Wahl 2024 nicht erneut. Zuvor hatte Erwin Schrenk das Amt seit 2010 ausgeübt.

### Wappen
Das Wappen von Morscheid-Riedenburg zeigt in der rechten Schildhälfte einen silbernen Gitterrost auf rotem Grund, in der linken Schildhälfte drei grüne Riedgräser mit schwarzen Kolben auf silbernen Grund, darunter grüne Wellen. Der Gitterrost steht für den Pfarrpatron St. Laurentius, der auf einem eisernen Gitterrost den Märtyrertod starb. Die Riedgräser verweisen direkt auf den Namen Riedenburg.